# Abingdon (Virginia)
 For alternative betydninger, se Abingdon. (Se også artikler, som begynder med Abingdon)
Abingdon er en by i Washington, Virginia, USA, 214 km sydvest for Roanoke. Byen har 8.376(2020) indbyggere. Abingdon er den administrative hovedby (county seat) i Washington County og er udpeget som Virginia Historic Landmark. Byen har mange historiske skatte, kunst og håndværksscene centreret omkring gallerier og museer langs Main Street.
Abingdon er en del af Kingsport-Bristol (TN)-Bristol (VA) Metropolitan statistisk område, som er en del af Johnson City-Kingsport-Bristol, TN-VA Kombineret statistisk område – almindeligvis kendt som "Tri-Cities"-regionen.

## Historie
Det stykke land, hvor byen Abingdon ligger var oprindelig undersøgt mellem årene 1748 og 1750 af Dr. Thomas Walker og var en del af den Great Road, som oberst William Byrd III beordrede at skære igennem ørkenen til Kingsport, Tennessee.
I 1760, omdøbte den berømte frontiersman, Daniel Boone, området til Wolf Hills, efter at hans hunde var blevet angrebet af et kobbel ulve under en jagt. Det oprindelige sted for angrebet ligger på  ”Courthouse Hill og er også placeringen af Cavehouse Craft Shop.
For en tid, var der 27 ulve skulpturer placeret rundt omkring i byen, de fleste blev solgt på auktion for at skaffe penge til Advance Abingdon. I løbet af Lord Dunmore's War, blev Black's Fort etableret i 1774 af Joseph Black for at beskytte lokale bosættere i området fra indiske angreb. Den bestod af en log Stockade (indhegning), med et par bjælkehytter indeni, som omkring boende bosættere var med til at reparere i tilfælde af angreb, som det gjorde i 1776, da byen blev chikaneret af Dragging Canoe.